# Dimorphostylis longicauda
Dimorphostylis longicauda is een zeekommasoort uit de familie van de Diastylidae. De wetenschappelijke naam van de soort is voor het eerst geldig gepubliceerd in 1962 door Gamo.